# Brit HaBirionim
Brit HaBirionim (en hebreo: ברית הבריונים, traducido de diversas maneras como Alianza de los hombres fuertes, Alianza de los matones, y Pacto de los forajidos) fue una facción fascista clandestina y autodeclarada del Movimiento Sionista Revisionista (ZRM) en el Mandato británico de Palestina, activa entre 1930 y 1933.  Fue fundada por Abba Ahimeir, Uri Zvi Greenberg y Yehoshua Yeivin. Achimeir se definía como fascista y escribió una serie de artículos en 1928 en el peródico Doʾar haJom (דֹּאַר הַיּוֹם) titulados Del diario de un fascista.

## Historia
Los disturbios de Palestina de 1929 y la incapacidad de la Haganá para impedir con éxito las matanzas de Hebrón y Safed en 1929 llevaron a la creación de la primera organización militante caracterizada por su completa disociación del establishment sionista existente. Brit HaBirionim fue fundada en octubre de 1930 y tenía una orientación de derecha y nacionalista, en contraste con la mayoría del sionismo laborista.

## Ideología

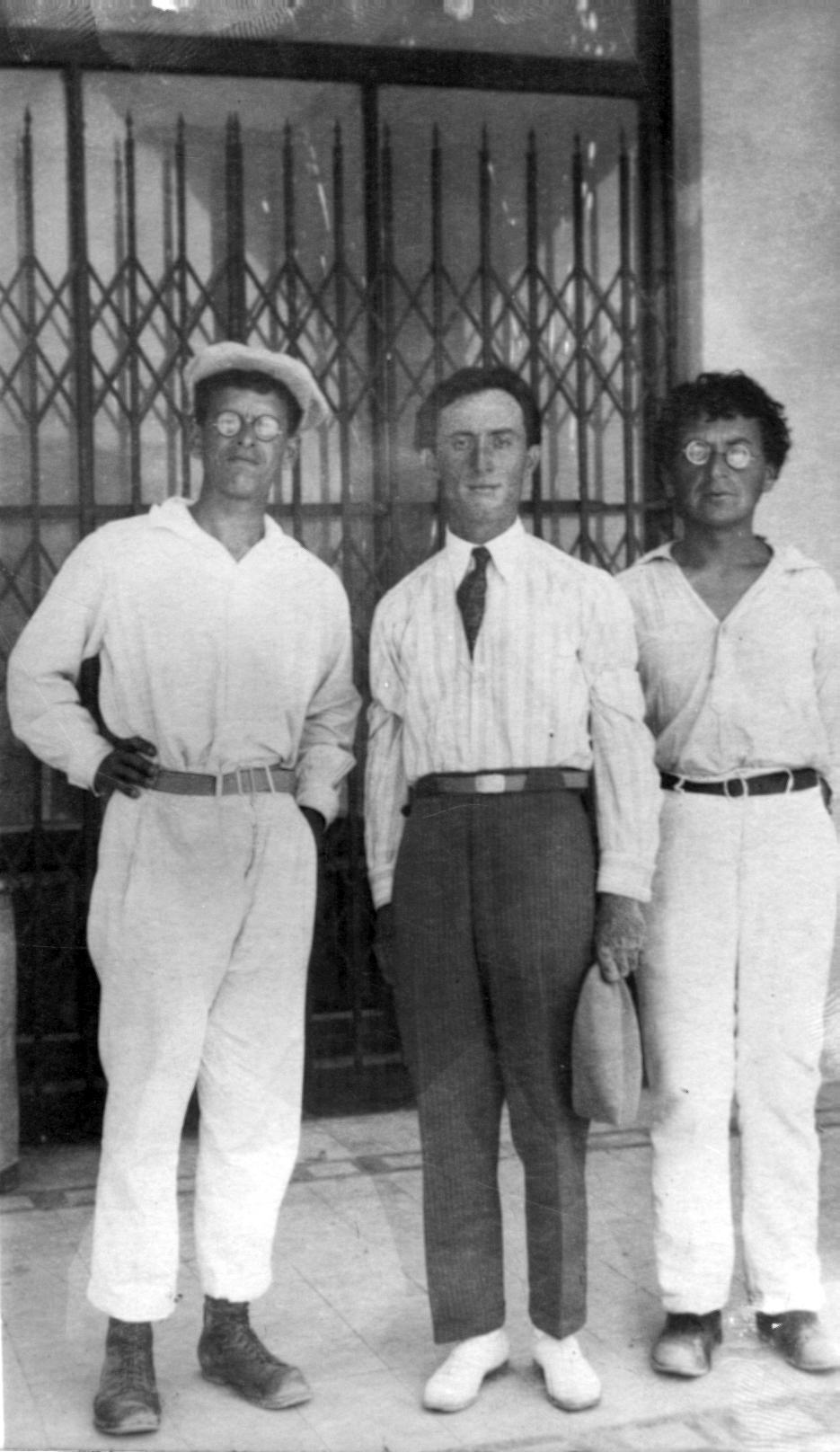
Abba Ahimeir, Uri Zvi Greenberg y Yehoshua Yeivin.

La ideología de la organización era el llamado "maximalismo revisionista", inspirado en el fascismo italiano;  Ahimeir sugirió que se hiciera referencia a Vladímir Jabotinsky como 'duce'. El grupo también fue influenciado por los antiguos sicarios.
Brit HaBirionim fue parte del Movimiento Sionista Revisionista (ZRM). Sus antiguos miembros socialistas atacaban principalmente a los británicos y a otros sionistas, más que a los árabes. Pretendía crear un nacionalismo integralista entre los judíos.  Veía con malos ojos a los sionistas liberales porque sólo defendían a los judíos de clase media y no a todos los judíos, incluidos los pobres. En 1932, Ahimeir también pidió:
- La creación de una federación sionista independiente;
- Una "guerra contra los fondos" para acabar con la corrupción en el movimiento sionista;
- Una guerra contra el antisemitismo.[13] El lema del movimiento era "conquistar o morir".[9]

## Operaciones

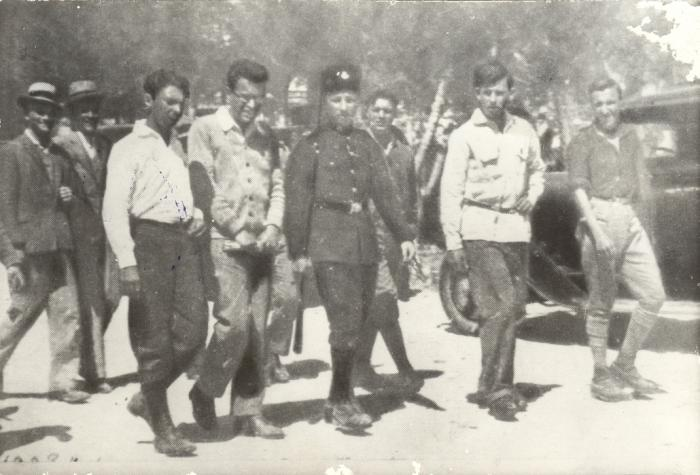
Abba Ahimeir (esposado) siendo llevado ante el tribunal en Jerusalén.

Los miembros de Brit HaBirionim llevaron a cabo varias "operaciones menores", incluyendo manifestaciones contra los británicos, interferencia con los censistas británicos, retiro de la bandera nazi de dos consulados alemanes, organizó un boicot a productos alemanes, y otras actividades que ahora se considerarían libertad religiosa pero que en ese momento estaban prohibidas para los judíos, por ejemplo, tocar el shofar en el Muro de las Lamentaciones en celebración de Rosh Hashaná.
Fue la primera organización judía en calificar a las autoridades del Mandato Británico de "régimen extranjero" y en calificar el Mandato sobre Palestina de "ocupación". El grupo inició una serie de protestas contra el dominio británico, la primera de las cuales tuvo lugar el 9 de octubre de 1930 contra el subsecretario de Estado británico para la Administración Colonial, Drummond Shiels, quien se encontraba de visita en Tel Aviv. Esta protesta marcó la primera señal de rebelión de la comunidad judía en Palestina contra los británicos y condujo al primer arresto de Ahimeir.
En 1933, la autoridad mandataria británica arrestó a Ahimeir y lo acusó del asesinato de Chaim Arlosoroff. Fue absuelto de los cargos en 1934, momento en el que el grupo ya se había disuelto.
Algunos miembros del grupo se convirtieron en miembros del Irgún y del Leji. Gershon Schatz, por ejemplo, se unió a Leji.